# N.C.L. Abrahams
Nicolai Christian Levin Abrahams (6. september 1798 i København – 25. januar 1870 sammesteds) var en dansk professor i fransk ved Københavns Universitet, senere notarius publicus. Han var far til Arthur, Charles og Severin Abrahams.

## Baggrund
Abrahams, søn af handelsbogholder Moses Levin Abrahams og Juliane født Meyer. 1815 blev han dimitteret til universitetet fra Metropolitanskolen, blev udmærket ved eksamen artium, ligesom det følgende år ved filosofisk eksamen, og underkastede sig 1818 den juridiske eksamen. Han besad en livlig begavelse og havde fra sin barndom, ved siden af musik og sang, navnlig med iver dyrket de levende sprog. Allerede 1816 blev han antaget til lærer i fransk for søkadetterne og gav tillige i stort omfang privatinformationer i dette sprog. Hans talenter og hans omgængelige natur havde snart banet ham adgang til mange selskabskredse og givet ham en fremragende plads blandt de yngre mænd med akademisk dannelse. Han var således med i tylvten, der til forsvar for Adam Oehlenschläger trådte op imod Jens Baggesen.

## Rejser og karriere
1819 gjorde han en rejse til Tyskland og Frankrig. Efter sin hjemkomst i januar 1820 tog han igen fat på sine gamle beskæftigelser og blev tillige prokuratorfuldmægtig, da han nu agtede at vælge sagførervejen. imidlertid forekom denne vej ham snart for trang, og da hans forkærlighed for studiet af fransk stadig voksede, satte han sin hu til en docentplads heri ved universitetet, en post, som i nogle år havde stået ledig efter Pueraris bortrejse. De skridt, han gjorde til den ende, lykkedes dog ikke. Han førte imidlertid et behageligt selskabsliv og var med til at stifte og udvikle Studenterforeningen. 1825 fik han endelig tilbud om at blive prøveprokurator; men, da der på samme tid viste sig en gunstig lejlighed til en længere udenlandsrejse (med den unge musiker Nicolai Gerson), foretrak han denne. Rejsen, der varede tre år, bragte ham i forbindelse med mange interessante personligheder og gav ham rig lejlighed til at studere musik, sprog og kunst. Den gik gennem Tyskland, Italien, Schweiz og Holland. Kort efter sin hjemkomst forsvarede han (oktober 1828) for magistergraden sin afhandling om Waces Roman de Brut, som han havde studeret og afskrevet under sit ophold i Paris. Denne afhandling, der vidner om, at forfatteren var bekendt med den romanske filologi på det stadium, hvortil den var bragt af Raynouard, ledsages af et aftryk af den del af digtet, der handler om Hengist og Horsa, med en dansk oversættelse på vers. 1829 blev han lektor i fransk ved universitetet i København, 1832 professor ekstraordinær og overtog 1839 tillige tysk. 1844 udgav han en beskrivelse af de gammelfranske håndskrifter i Det Kongelige Bibliotek, 1845 en fransk grammatik, der har oplevet mange udgaver, og 1848 en gammel oversættelse på fransk af Baldassare Castigliones Cortigiano, 3. bog (1528). 1852 forlod han universitetet for at overtage posten som notarius publicus og blev 1853 udnævnt til etatsråd. Abrahams blev dernæst virkelig etatsråd 1867, konferensråd 1869, Ridder af Dannebrog 1845 og Dannebrogsmand 1848. Han blev desuden Ridder af Nordstjerneordenen 1853.

## Andre hverv
I 1835 havde han ægtet Frederikke Juliane Augusta Philipsen, der døde 1852 efter at have skænket ham flere sønner. Efter sit giftermål trak Abrahams sig tilbage fra det selskabelige liv, hvor han havde bidraget så meget til underholdningen både som dramatisk og musikalsk medvirkende, hvorimod hans interesse for litteratur og kunst bevirkede, at hans tid blev stærkt optaget i forskellige foreninger. Han var således i en række af år formand i Kunstforeningen og i Samfundet til den danske Litteraturs Fremme. Dette var måske grunden til, at han ikke med større iver deltog i den bevægelse, der ved Diez' Romanische Grammatik (1836-43) var fremkaldt i studiet af oldfransk. Hans forelæsninger, der i almindelighed beskæftigede sig med fransk litteraturhistorie, samlede vel i reglen ikke nogen stor tilhørerkreds, men hans tilhørere forsikrede, at de med glæde mindes hans livlige foredrag og hans smukke oplæsning af litteraturprøver. Abrahams døde pludselig 25. januar 1870. Han efterlod sig en meget betydelig autografsamling, hvis danske afdeling blev købt af staten og indlemmedes i Det Kongelige Bibliotek.
Han er malet af C.A. Jensen (1834) og C.W.Th. Christensen (efter 1852, begge familieeje). Tegning af J.V. Gertner på Frederiksborgmuseet (1863). Buste af H.W. Bissen. Træsnit 1870.
Han er begravet på Holmens Kirkegård.